# Callsign (aviație)
| Character | Morse Code | Telephony | Phonic (Pronunciation)          |
| --------- | ---------- | --------- | ------------------------------- |
| A         | ●−         | Alfa      | (AL-FAH)                        |
| B         | −●●●       | Bravo     | (BRAH-VOH)                      |
| C         | −●−●       | Charlie   | (CHAR-LEE) or (SHAR-LEE)        |
| D         | −●●        | Delta     | (DELL-TAH)                      |
| E         | ●          | Echo      | (ECK-OH)                        |
| F         | ●●−●       | Foxtrott  | (FOX-TROTT)                     |
| G         | −−●        | Golf      | (GOLF)                          |
| H         | ●●●●       | Hotel     | (HOH-TEL)                       |
| I         | ●●         | India     | (IN-DEE-AH)                     |
| J         | ●−−−       | Juliett   | (JEW-LEE-ETT)                   |
| K         | −●−        | Kilo      | (KEY-LOW)                       |
| L         | ●−●●       | Lima      | (LEE-MAH)                       |
| M         | −−         | Mike      | (MIKE)                          |
| N         | −●         | November  | (NO-VEM-BER)                    |
| O         | −−−        | Oscar     | (OSS-CAH)                       |
| P         | ●−−●       | Papa      | (PAH-PAH)                       |
| Q         | −−●−       | Quebec    | (KEH-BECK)                      |
| R         | ●−●        | Romeo     | (ROW-ME-OH)                     |
| S         | ●●●        | Sierra    | (SEE-AIR-RAH)                   |
| T         | −          | Tango     | (TANG-GO)                       |
| U         | ●●−        | Uniform   | (YOU-NEE-FORM) or (OO-NEE-FORM) |
| V         | ●●●−       | Victor    | (VIK-TAH)                       |
| W         | ●−−        | Whiskey   | (WISS-KEY)                      |
| X         | −●●−       | Xray      | (ECKS-RAY)                      |
| Y         | −●−−       | Yankee    | (YANG-KEY)                      |
| Z         | −−●●       | Zulu      | (ZOO-LOO)                       |
| 1         | ●−−−−      | One       | (WUN)                           |
| 2         | ●●−−−      | Two       | (TOO)                           |
| 3         | ●●●−−      | Three     | (TREE)                          |
| 4         | ●●●●−      | Four      | (FOW-ER)                        |
| 5         | ●●●●●      | Five      | (FIFE)                          |
| 6         | −●●●●      | Six       | (SIX)                           |
| 7         | −−●●●      | Seven     | (SEV-EN)                        |
| 8         | −−−●●      | Eight     | (AIT)                           |
| 9         | −−−−●      | Nine      | (NIN-ER)                        |
| 0         | −−−−−      | Zero      | (ZEE-RO)                        |

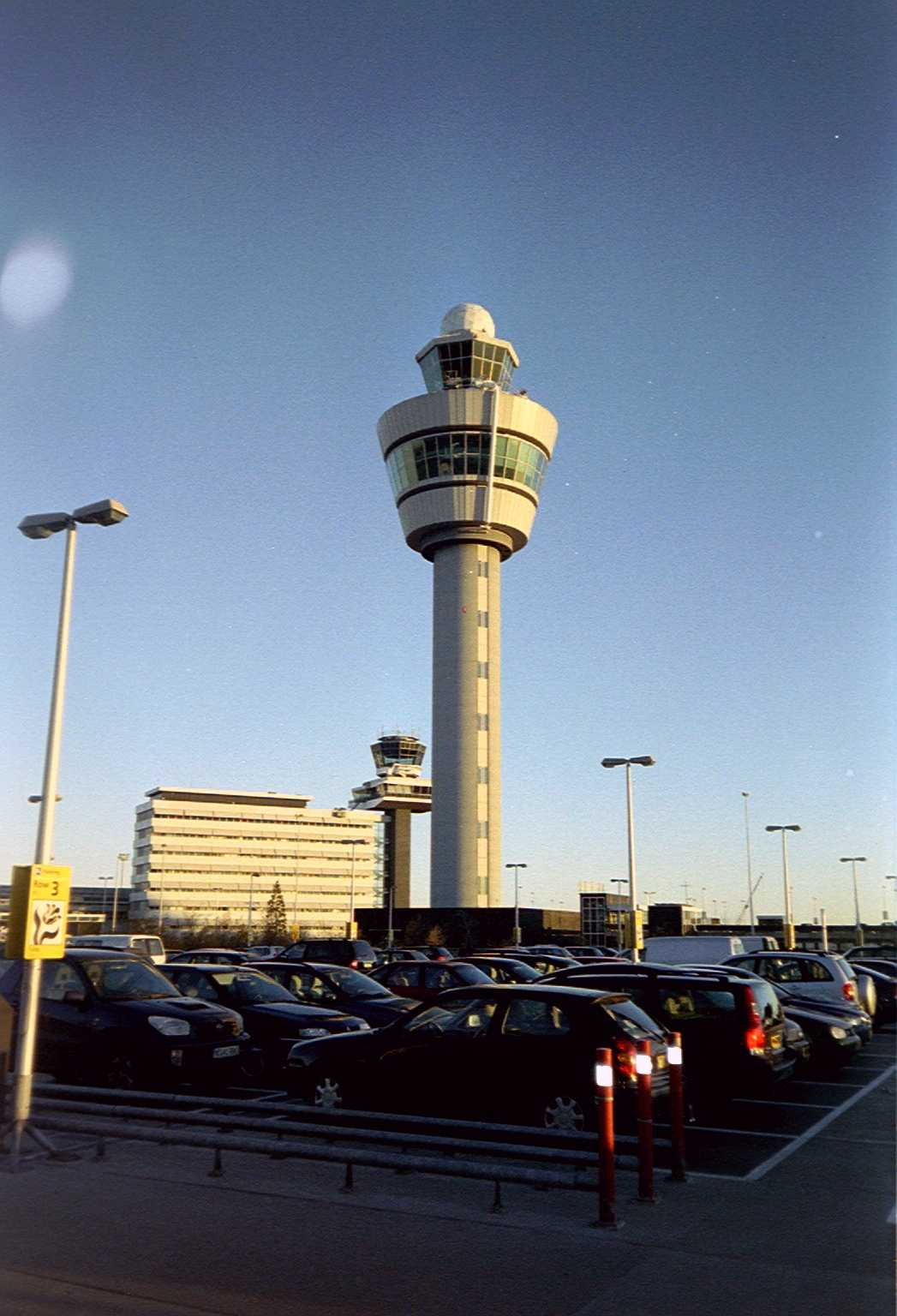
Turnul de control al aeroportului Schipol

Termenul callsign reprezintă în aeronautică numele de identificare al unei companii aeriene, al unei forțe militare aeronautice cât și al unui turn de control aerian sau alt element de control operativ militar aerian în cadrul comunicării radio dintre acestea. Pentru domeniul comercial comunicarea radio se realizează întotdeauna în limba engleză.

## Callsign-ul pentru comunicarea cu solul
Callsign-ul pentru un turn de control conține numele turnului de control și unul dintre următoarele denumiri:
| CONTROL     | Centru de control fără radar                                                                       |
| APPROACH    | Centru de control al plecărilor/sosirilor fără radar                                               |
| RADAR       | Centru de control cu radar                                                                         |
| DEPARTURE   | Centru de control al plecărilor cu radar                                                           |
| ARRIVAL     | Centru de control al sosirilor cu radar                                                            |
| DIRECTOR    | Centru de control pentru end approach cu radar                                                     |
| PRECISION   | Centru de control pentru end approach cu radar de precizie                                         |
| TOWER       | Turnul de control (ATC)                                                                            |
| GROUND      | Centru de control la sol                                                                           |
| DELIVERY    | Centru de asignare a rutei                                                                         |
| INFORMATION | Serviciul de informații (oferă de exemplu informații meteo)                                        |
| APRON       | Centrul de coordonare al traficului în zona terminalelor aeroportului                              |
| INFO        | Serviciul de informații al aeroportului oferit de conducerea aeroportului și/sau serviciul de pază |
| DISPATCH    | Dispeceratul unei companii aeriene (individual pentru fiecare companie aeriană în parte)           |

## Callsign-ul pentru comunicarea cu avioanele
Comunicarea cu avioanele intră în unul dintre următoarele tipare:
Tipul a)
1. Țara de apartenență a aeronavei și numărul de înmatriculare
2. Numele producătorului aeronavei, țara de apartenență a aeronavei și numărul de înmatriculare
3. Numele tipului aeronavei, țara de apartenență a aeronavei și numărul de înmatriculare

Tipul b)Numele companiei urmat de numărul de înmatriculare
Typ c)Numele companiei urmat de numărul zborului
Typ d)Un callsign de maximum 7 cifre pentru aeronave militare sau alte aeronave cu scop utilitar (de exemplu un elicopter SMURD, sau al Poliției)
Callsign-ul odată asociat trebuie păstrat pentru tot restul zborului, pentru a se evita posibilele confuzii. 

### Callsign-uri companii aeriene
Numele folosit în convorbirile cu companiile comerciale este în principiu derivat din numele companiei. De exemplu "TAROM" pentru TAROM sau "Lufthansa" pentru Lufthansa. Uneori însă sunt folosite și nume speciale. De exemplu "Speedbird" pentru British Airways.

## Exemple
- Turnul de control din București va fi chemat în limba engleză de către un avion folosind expresia Bucharest Tower.

- Un avion Boeing al TAROM cu numărul de înmatriculare YR-BGS, cu numărul zborului ROT 381 poate fi chemat ca Yankee-Romeo-Bravo-Golf-Sierra (prescurtat Yankee-Golf-Sierra). Cu toate acestea pentru zborurile comerciale de linie și charter se folosește identificarea de tip c): TAROM-Three-Eight-One.